# Georgina Moncreiffe
Georgina Elizabeth Moncreiffe (Dunbarney, 9 agosto 1846 – Londra, 2 febbraio 1929) è stata una nobildonna scozzese.

## Biografia
Era la figlia di Sir Thomas Moncreiffe, e di sua moglie, Lady Louisa Hay-Drummond, figlia di Thomas Hay-Drummond, XI conte di Kinnoull.
Nell'estate del 1865, venne annunciato il fidanzamento tra Georgina e William Ward, I conte di Dudley (27 marzo 1817-7 maggio 1885). Le nozze venne celebrate il 21 novembre 1865 a Londra. Durante il loro matrimonio, Ward ricoprì la moglie di abiti e gioielli, inoltre gli affidò l'amministrazione delle loro magnifiche case a Witley Court e Dudley House. Ebbero sette figli:
- William Ward, II conte di Dudley (25 maggio 1867-29 giugno 1932);
- John Hubert Ward (20 marzo 1870-2 dicembre 1938), sposò Jean Templeton Reid, ebbero due figli;
- Robert Arthur Ward (23 febbraio 1871-14 giugno 1942), sposò Lady Mary Acheson, ebbero due figli;
- Lady Edith Amelia Ward (16 settembre 1872-6 giugno 1956), sposò Frederic Glyn, IV barone Wolverton, ebbero quattro figli;
- Reginald Ward (11 giugno 1874-7 marzo 1904);
- Cyril Augustus Ward (31 gennaio 1876-11 gennaio 1930), sposò Irene de Brienen, ebbero tre figlie;
- Gerald Ernest Francis Ward (9 novembre 1877-30 ottobre 1914)[4][5], sposò Lady Evelyn Crichton, non ebbero figli.

Il furto dei gioielli di Lady Dudley, il 12 dicembre 1874, alla stazione di Paddington, è stato un famoso crimine nell'Inghilterra vittoriana. I gioielli, dal valore di £ 25.000, non furono mai recuperati.
Nel 1879, il conte venne colpito da un ictus, lo stesso giorno in cui si stavano preparando per una grande festa dedicata alla lettura di poesie dell'attrice Sarah Bernhardt. La contessa si occupò della gestione delle proprietà di famiglia e della salute del marito. Suo marito morì il 7 maggio 1885.

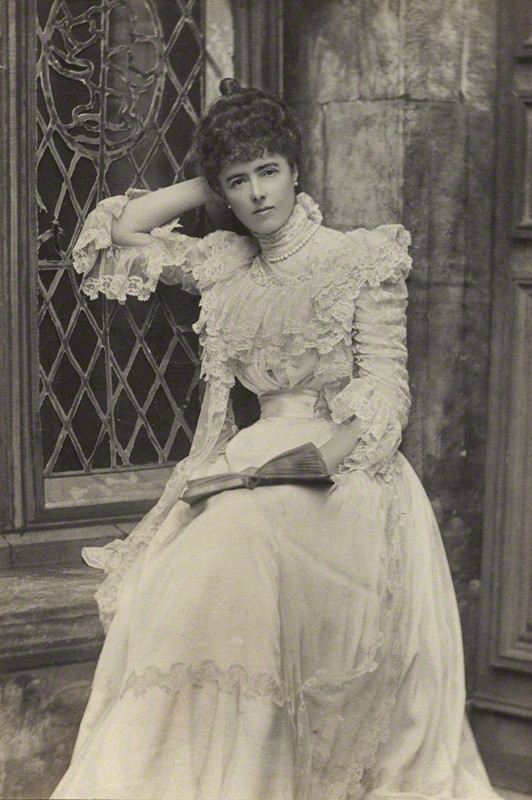
La Dudley, nel 1902, foto di Alice Hughes.

Dopo la morte del conte, Lady Dudley riprese la sua vita sociale. Non si risposò nonostante le molte proposte di matrimonio (tra i suoi pretendenti vi era il figlio del principe Bismarck). Si dedicò alla sua famiglia e all'educazione dei figli, nonché alle organizzazioni caritatevoli.
Nel 1908, è stata nominata Presidentessa della Lega della Misericordia, un'organizzazione istituita per reclutare volontari per aiutare malati e sofferenti negli ospedali di carità.
Durante la guerra anglo-boera e la prima guerra mondiale, ha servito con la British Red Cross Society. Alla fine del 1900, è stata coinvolta nella gestione della casa di cura a Mayfair gli ufficiali disabili. Le sue azioni in quel momento si rivelarono fondamentali nella guarigione del capitano Trenchard (più tardi per diventare maresciallo della Royal Air Force). Dal 1914 al 1918, ha lavorato nove ore al giorno nell'ospedale per i convalescenti, prendersi cura dei bisogni dei feriti.
Era molto amica della regina Alessandra. Morì a Pembroke Lodge, il 2 febbraio 1929.

## Ascendenza
|                                              |                                              |                                              | Genitori                                   |  |  | Nonni |  |  | Bisnonni                          |  |  | Trisnonni                            |  |
|                                              |                                              |                                              |                                            |  |  |       |  |  | 8. Thomas Moncreiffe, V baronetto |  |  | 16. William Moncreiffe, IV baronetto |  |
|                                              |                                              |                                              |                                            |  |  |       |  |  | 8. Thomas Moncreiffe, V baronetto |  |  | 16. William Moncreiffe, IV baronetto |  |
|                                              |                                              | 17. Clara Guthrie                            |                                            |  |  |       |  |  | 8. Thomas Moncreiffe, V baronetto |  |  |                                      |  |
| 4. David Moncreiffe, VI baronetto            |                                              |                                              |                                            |  |  |       |  |  | 8. Thomas Moncreiffe, V baronetto |  |  |                                      |  |
|                                              |                                              | 9. Elisabeth Ramsay                          | 18. George Ramsay, VIII conte di Dalhousie |  |  |       |  |  |                                   |  |  |                                      |  |
|                                              |                                              | 9. Elisabeth Ramsay                          | 18. George Ramsay, VIII conte di Dalhousie |  |  |       |  |  |                                   |  |  |                                      |  |
|                                              |                                              | 9. Elisabeth Ramsay                          | 19. Elizabeth Glen                         |  |  |       |  |  |                                   |  |  |                                      |  |
| 2. Thomas Moncreiffe, VII baronetto          |                                              | 9. Elisabeth Ramsay                          |                                            |  |  |       |  |  |                                   |  |  |                                      |  |
|                                              |                                              | 10. Æneas Mackay                             | …                                          |  |  |       |  |  |                                   |  |  |                                      |  |
|                                              |                                              | 10. Æneas Mackay                             | …                                          |  |  |       |  |  |                                   |  |  |                                      |  |
|                                              |                                              | 10. Æneas Mackay                             | …                                          |  |  |       |  |  |                                   |  |  |                                      |  |
| 5. Helen Mackay                              |                                              | 10. Æneas Mackay                             |                                            |  |  |       |  |  |                                   |  |  |                                      |  |
|                                              |                                              | …                                            | …                                          |  |  |       |  |  |                                   |  |  |                                      |  |
|                                              |                                              | …                                            | …                                          |  |  |       |  |  |                                   |  |  |                                      |  |
|                                              |                                              | …                                            | …                                          |  |  |       |  |  |                                   |  |  |                                      |  |
| 1. Georgina Moncreiffe                       |                                              | …                                            |                                            |  |  |       |  |  |                                   |  |  |                                      |  |
|                                              | 12. Robert Hay-Drummond, X conte di Kinnoull | 24. Robert Hay-Drummond, arcivescovo di York |                                            |  |  |       |  |  |                                   |  |  |                                      |  |
|                                              | 12. Robert Hay-Drummond, X conte di Kinnoull | 24. Robert Hay-Drummond, arcivescovo di York |                                            |  |  |       |  |  |                                   |  |  |                                      |  |
|                                              | 12. Robert Hay-Drummond, X conte di Kinnoull | 25. Henrietta Auriol                         |                                            |  |  |       |  |  |                                   |  |  |                                      |  |
| 6. Thomas Hay-Drummond, XI conte di Kinnoull | 12. Robert Hay-Drummond, X conte di Kinnoull |                                              |                                            |  |  |       |  |  |                                   |  |  |                                      |  |
|                                              |                                              | 13. Sara Harley                              | 26. Thomas Harley                          |  |  |       |  |  |                                   |  |  |                                      |  |
|                                              |                                              | 13. Sara Harley                              | 26. Thomas Harley                          |  |  |       |  |  |                                   |  |  |                                      |  |
|                                              |                                              | 13. Sara Harley                              | 27. Anne Bangham                           |  |  |       |  |  |                                   |  |  |                                      |  |
| 3. Louisa Hay-Drummond                       |                                              | 13. Sara Harley                              |                                            |  |  |       |  |  |                                   |  |  |                                      |  |
|                                              |                                              | 14. Charles Rowley, I baronetto              | 28. Joshua Rowley, I baronetto             |  |  |       |  |  |                                   |  |  |                                      |  |
|                                              |                                              | 14. Charles Rowley, I baronetto              | 28. Joshua Rowley, I baronetto             |  |  |       |  |  |                                   |  |  |                                      |  |
|                                              |                                              | 14. Charles Rowley, I baronetto              | 29. Sarah Burton                           |  |  |       |  |  |                                   |  |  |                                      |  |
| 7. Louisa Burton Rowley                      |                                              | 14. Charles Rowley, I baronetto              |                                            |  |  |       |  |  |                                   |  |  |                                      |  |
|                                              |                                              | 15. Elizabeth King                           | 30. Richard King, I baronetto              |  |  |       |  |  |                                   |  |  |                                      |  |
|                                              |                                              | 15. Elizabeth King                           | 30. Richard King, I baronetto              |  |  |       |  |  |                                   |  |  |                                      |  |
|                                              |                                              | 15. Elizabeth King                           | 31. Susannah Margaretta Coker              |  |  |       |  |  |                                   |  |  |                                      |  |
|                                              |                                              | 15. Elizabeth King                           |                                            |  |  |       |  |  |                                   |  |  |                                      |  |